# レオポルド・ストコフスキー
レオポルド・アントニ・スタニスラフ・ボレスラヴォヴィチ・ストコフスキー（Leopold Antoni Stanislaw Boleslawowicz Stokowski、1882年4月18日 - 1977年9月13日）は、20世紀における個性的な指揮者の一人で「音の魔術師」の異名を持つ。イギリスのロンドンに生まれ、主にアメリカで活動した。

## 生涯
父のコパーニク・ジョーゼフ・ボレスラフ・ストコフスキーはポーランド移民で、母のアニーはアイルランド移民であった。生年に関しては1972年に90歳を記念したパーティが開催される一方で、しばしばインタビューなどで1887年生まれと自称したり、音楽辞典の編集者に対して1889年ポメラニア生まれと答えるなどしていたために古い文献などではそれらの異説も併記されたものもあるが、現在では保管されている出生記録からロンドンのメリルボーン地区で1882年に生まれたのが事実とされる。8歳からオルガンとヴァイオリンの演奏を始め、13歳のときに当時最年少で王立音楽大学に入学。オックスフォード大学のザ・クイーンズ・カレッジを卒業後、さらにロンドン王立音楽学校で作曲とオルガン、指揮法を学び、さらにベルリン、ミュンヘン、パリに留学。1903年にロンドンの聖ジェームズ教会のオルガニストとしてキャリアをスタートし、1905年にはニューヨークの聖バーソロミュー協会のオルガニストに迎えられた。1909年5月12日にパリで指揮者としてデビュー、その6日後にはロンドンでもデビューした。解散していたシンシナティ交響楽団の再開後最初の常任指揮者という難ポジションを経て、1912年にフィラデルフィア管弦楽団の常任指揮者に就任、以来1940年にいたるまでその地位を守った。ストコフスキーはフィラデルフィア管弦楽団を世界一流のアンサンブルに育てた。しかし、任期の最後の方では楽団サイドとはうまく行かず（楽員レベルとは最後までうまく行っていたようである）、1936年からはオーマンディと共同監督という形が取られた。ストコフスキーはこれに不満があったのか、フィラデルフィア管弦楽団とのコンサートは、辞任後の1941年に理事会と対立し、戦前最後のコンサート（J.S.バッハのマタイ受難曲）をした後、1960年まで途絶えることとなった。映画『ファンタジア』（1940年公開、1939年に録音された）は、決裂直前の協業である。
その後は全米青年管弦楽団（1940年 - 1941年）、ニューヨークシティ管弦楽団（1944年 - ）やアメリカ交響楽団（1962年 - ）といったオーケストラを創設、また、NBC交響楽団（1941年 - 1944年）、ニューヨーク・フィルハーモニック交響楽団（1949 - 1950）、ヒューストン交響楽団（1955年 - 1960年）の指揮者を歴任した。その一方で、戦後はヨーロッパ諸国など世界各地への客演も活発におこなった。1961年には生涯で唯一オペラハウスで指揮をし（メトロポリタン歌劇場にて、プッチーニの「トゥーランドット」）、1965年には日本フィルハーモニー交響楽団と読売日本交響楽団を指揮するために来日している（後述）。最晩年の1973年にアメリカ交響楽団を秋山和慶に譲って故郷イギリスに帰り、生涯現役（ただし、公開の演奏会に出演したのは1975年が最後）を貫いて精力的に音楽活動を続けた。1976年、94歳の時にはCBSコロンビアと6年契約（契約満了時に100歳を迎える計算となる）を結んだが、1977年9月13日正午前にイングランドのハンプシャー州ネザーウォロップの自宅で心臓発作により95歳で没した。19日からラフマニノフの交響曲第2番をレコーディングする予定であり、数年後にはベートーヴェンの「田園」をデジタルレコーディングする予定もあり、ストコフスキー本人は100歳まで現役を続けるつもりで契約をしていた。

## 幅広い音楽活動

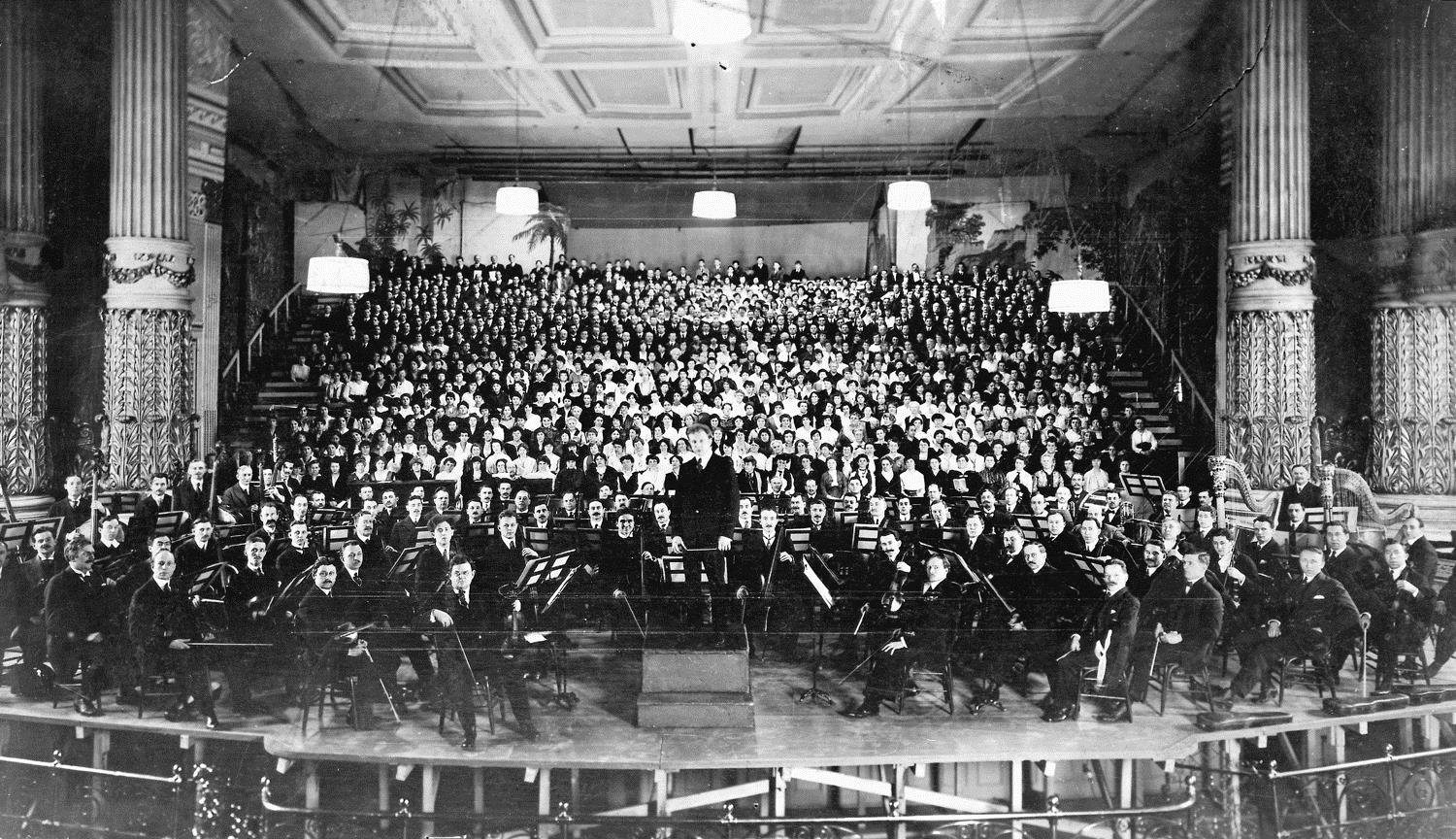
マーラー 交響曲第8番のアメリカ初演（1916年）

メディアへの関心が深く、早い時期からレコーディングに積極的であった。まだアコースティック録音の時代であった1917年以来、膨大な数の録音を行った。最初の録音はブラームスのハンガリー舞曲第5番と第6番であった。1925年に初めてオーケストラの電気録音を行い、1932年には当時の米ベル研究所により、これも世界初となるステレオ録音を行った。
また、『オーケストラの少女』（1937）や、ディズニーの画期的な音楽アニメーション『ファンタジア』（1940）など映画にも出演し、クラシック音楽の大衆への普及に努めた。『ファンタジア』により1941年の第14回アカデミー賞の特別賞をウォルト・ディズニーとともに授けられた（当時のアカデミー賞には、アニメに対する賞は設けられていなかった）。
一方で、様々の困難を乗り越えて（保守的なオーケストラの理事会との対立、経済的な困難に対しては私財をなげうつこともあった。後者に関しては、1962年のアメリカ交響楽団の創設につながってゆく）、しばしば難解なものであった同時代の音楽の擁護にも力を注いだ。アメリカの聴衆にマーラー、ベルク、シベリウス、ストラヴィンスキーやショスタコーヴィチらの作品を紹介、また、ラフマニノフ、シェーンベルク、ヴァーレーズ、アイヴズなどの作品を世に送り出した。世界初演、あるいはアメリカ初演したうちの代表的なものは以下の通りである。
- 1916年 交響曲第8番「千人の交響曲」（マーラー）、「アルプス交響曲」（リヒャルト・シュトラウス） アメリカ初演（彼は前者を作曲者であるマーラー自身の指揮による世界初演を客席にいて聞いている）
- 1922年 「春の祭典」（ストラヴィンスキー）、「恋は魔術師」（ファリャ） アメリカ初演
- 1931年 歌劇「ヴォツェック」（ベルク） アメリカ初演
- 1932年 「グレの歌」（シェーンベルク）、左手のためのピアノ協奏曲（ラヴェル） アメリカ初演
- 1934年 「パガニーニの主題による狂詩曲」（ラフマニノフ） 世界初演
- 1937年 交響曲第3番（ラフマニノフ） 世界初演
- 1940年 交響曲第6番（ショスタコーヴィチ） アメリカ初演、ヴァイオリン協奏曲（シェーンベルク） 世界初演
- 1947年 「メタモルフォーゼン」（リヒャルト・シュトラウス） アメリカ初演
- 1965年 交響曲第4番（アイヴズ） 世界初演

## 演奏スタイル
ストコフスキーは、16世紀のルネサンス音楽から前述の現代音楽に至る極めて幅広いレパートリーを手中に収めており、どんな曲でも常に新鮮で刺激のある演奏をし録音をした。クラシック音楽の録音黎明期において、初期の録音初演はストコフスキーが名を連ねている。そのため1970～1980年代に一流の奏者として活躍した演奏家にとっては、手に入るレコードがストコフスキーでしかなかった事も多く、その世代の演奏者にとって特別な存在であった。作曲家の楽譜からはみ出る事も多く、ストコフスキーは「指揮者のインスピレーションを大事にしている」と証言し、楽譜を外れるのではなく、楽譜以上に作曲者に近づこうとした。ストコフスキーはオーケストラを操る達人でもあり、指揮棒を使わずに指揮を行い（指揮棒を使わない理由については「1本の棒より、10本の指の方が遥かに優れた音色を引き出せる」と語っている）、表情豊かな音楽を引き出した。楽曲をより分かり易く、効果的に響かせるために楽曲の改変をも辞さず、批評家をしばしば敵に回したが、その生命力あふれる独創的な解釈と、「ストコフスキー・サウンド（日本では「ストコ節」とも）」と呼ばれた華麗な音色で、聴衆の圧倒的な人気を得た。「音の魔術師」の異名はこの独特の演奏手法に由来する。
また、よりよい音響を求めて舞台上におけるオーケストラの配置も研究し、それまで多く採用されていた第1ヴァイオリンと第2ヴァイオリンを左右両翼に分けた配置を、現在のように客席から見て左側にまとめて配置する形を生み出したのはストコフスキーであり、この配置は「ストコフスキー・シフト」と呼ばれて、以後の世界のオーケストラを席巻することになる。彼自身は、その後弦楽器群と管楽器群を左右に分ける配置を多く使うようになった（映像やライヴ録音で確かめることができる）。ただし、この配置に否定的な者もおり、指揮者のブロムシュテットは「この完璧主義の考えはまったく外面的なものであり、非芸術的で、いずれにせよ音楽的なものではありません」と述べている。
この他、イングリッシュホルンやホルン等のソロパートは、ソロ奏者に思いきったビブラートを掛けさせたりしたことも有名で、この点も好き嫌いを分ける要因であるが、管楽器のビブラートは国による楽派の影響差が大きい。実際、彼の晩年の、主にイギリスでの演奏には多くみられるが、フィラデルフィア時代のアメリカ木管楽器の奏法では、それほど顕著ではない。例えば伝説的なオーボエ首席のタビュトーはビブラートの少ない演奏であった。
弦楽器に対しては、故意にボウイングを統一せず、全体として連続した「群」として、長い旋律線の響きを創るという技法を多用した。これは若い頃の教会音楽家、つまりオルガニスト兼合唱指揮者としての経験から、合唱で使われる、いわゆる「カンニング・ブレス」のテクニックを応用したものであるという指摘もある。
テンポ設定やアゴーギクに関しては、同世代の指揮者と同じく、遅めのテンポでの濃厚な歌わせ方や弦楽器のポルタメント多用などが11歳年長のメンゲルベルクなどとも共通する。一方で長いフェルマータの後での新たな曲想の開始では、余り間を取らず、すぐに次の楽想に突入する事が多く（ベートーヴェン「第九」第4楽章、チャイコフスキー交響曲第5番第2楽章など）、これが聴衆を一瞬たりとも飽きさせずに惹きつけ続けるという信念の表れとする見方もある。

## 編曲・作曲
オルガン曲、ピアノ曲などのオーケストラ編曲にもすぐれた手腕を見せ、特に「トッカータとフーガ ニ短調」などJ.S.バッハの作品を編曲したものは有名で、今日でも演奏されている。「トッカータとフーガ ニ短調」は当初、オーケストラの練習用に編曲されたが、殊のほか好評だったので演奏会にかけてみたところ評判をとった。批評家らはストコフスキーの編曲によるバッハの作品を「バッコフスキー（バッハ+ストコフスキー）作曲」と揶揄したが、聴衆の支持もあってストコフスキーの編曲によるバッハの作品は数多くレパートリーに加えられるようになった。彼の死後も、その編曲はサヴァリッシュ、ムーティ、サロネン、バーメルト、小澤などによって録音、演奏されている。
なお、ストコフスキーは1962年、自身の編曲によるバッハの作品に関してこう述べている。
「彼が私の編曲をどう思うか。それは私の死後の運命がどうなるか分からないけど、とにかく行った先で彼に会ってみないことには何とも言えない。」
ムソルグスキーの「展覧会の絵」の編曲も手がけている。最も有名なラヴェル編曲版では冒頭の「プロムナード」のメロディをトランペットが演奏するのに対して、ストコフスキー版では弦楽器が演奏するようになっている。この様な独特の解釈により、ラヴェル版に勝るとも劣らない魅力的な編曲に仕上がっている。彼自身以外では、この編曲を若杉弘がドイツで演奏、録音している。また、シェーンベルク作曲の「浄夜」も、作曲者自身の編曲によるオーケストラ版ではなく、オリジナルの弦楽六重奏曲からのストコフスキー編曲版が録音されている。

### ワーグナー作品の「交響的合成」
ストコフスキーははいくつかのワーグナーの歌劇及び楽劇を編曲している。それらは「交響的合成」（Symphonic Synthesis【複数形はSyntheses】）と称して演奏・録音している。なお、2000年代にセレブリエールが演奏・録音している。

### 作曲
作曲家としての作品も遺されており、1972年のアメリカ交響楽団最終公演時に指揮した「弦楽のための夢」の録音が非公式にCD化されているほか、2013年には「交響曲」がロベルト・ミンチュク指揮BBCウェールズ・ナショナル管弦楽団により初演されている。

## 録音
1917年から1977年まで、およそ60年のも及ぶストコフスキーの数多い録音歴。以下の演奏は個性的な演奏として名高い。
戦前期（フィラデルフィア管弦楽団、NBC交響楽団、全米青年交響楽団）
- リムスキー=コルサコフ：交響組曲「シェヘラザード」
- バッハ-ストコフスキー：「トッカータとフーガ」「パッサカリアとフーガ」「神はわがやぐら」
- ビゼー「カルメン」組曲
- シェーンベルク：「グレの歌」（ライヴ録音）
- ラフマニノフ：ピアノ協奏曲第2番（ピアノ独奏：ラフマニノフ）
- ワーグナー：「トリスタンとイゾルデ」交響的合成
- ショスタコーヴィチ：交響曲第5番（後年のステレオも評価が高い）
- ラフマニノフ：パガニーニの主題による狂詩曲（ピアノ独奏：ラフマニノフ）

ブラームスの交響曲全集を初めて作ったのはストコフスキーである。1927年から1931年にかけて作られた。また、SP盤のサイズでLPレコードなみの録音時間を実現した長時間レコードへの録音にも積極的だったが、世界恐慌のあおりでレコードそのものの生産が中止になってしまった。ライヴ録音も戦後期ほど多くないが、前述「グレの歌」初演ライヴやNBC交響楽団とのものを中心に残している。
戦後期（ロンドン交響楽団、ロイヤル・フィルハーモニー管弦楽団、アメリカ交響楽団など）
- チャイコフスキー：交響曲第5番
- リムスキー=コルサコフ：交響組曲「シェヘラザード」
- ドヴォルザーク：交響曲第9番「新世界より」
- ベートーヴェン：ピアノ協奏曲第5番「皇帝」（ピアノ独奏：グレン・グールド）
- マーラー：交響曲第2番「復活」
- ホルスト：組曲「惑星」
- カントルーブ：「オーヴェルニュの歌」より（ソプラノ独唱：アンナ・モッフォ）

ストコフスキーの最後の録音はビゼーの交響曲とメンデルスゾーンの交響曲第4番「イタリア」であった。BBCなどから多数のライヴ録音もリリースされている。

## 映画

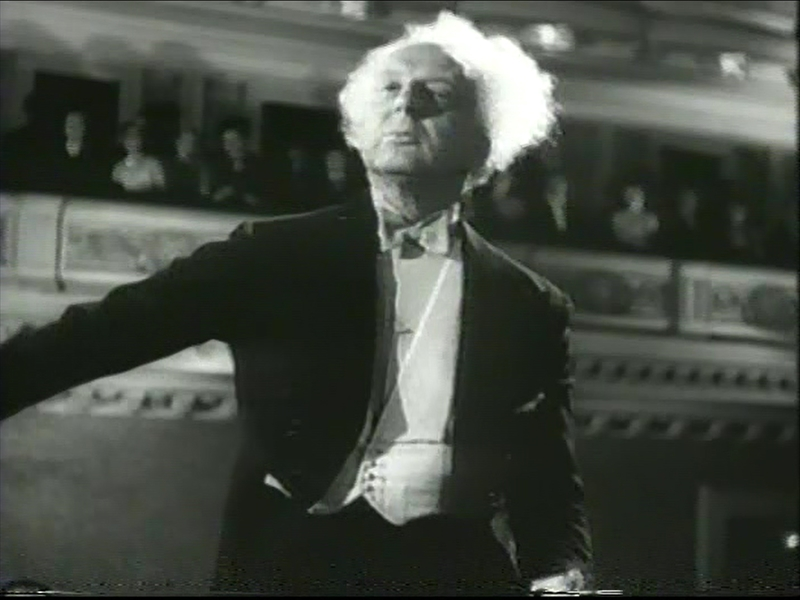
『カーネギーホール』でのストコフスキー

上述の「ファンタジア」以外でも何本かの映画に出演している。
- 「1937年の大放送」（1937年）

ラジオのコマーシャル放送をめぐる恋愛騒動を描いた作品。ストコフスキーはベニー・グッドマンやマーサ・レイ（後年、チャーリー・チャップリンの「殺人狂時代」に出演）らとともに、話の本筋とは少し離れた部分で出演。
- 「オーケストラの少女」（1937年）

失業中のトロンボーン奏者（アドルフ・マンジュー）を父に持つ娘（ディアナ・ダービン）が、ストコフスキーに失業楽士を集めたオーケストラの指揮を頼む、という作品。ストコフスキーは劇中でモーツァルトの「アレルヤ」、ワーグナーの「ローエングリン」前奏曲、チャイコフスキーの交響曲第5番、ベルリオーズの「ラコッツィ行進曲」、ヴェルディの「椿姫」、リストの「ハンガリー狂詩曲」を演奏し、台詞もある。
- 「カーネギー・ホール」（1947年）

カーネギー・ホールが主役であり、そこへの出演を夢見る少年とその母が本来の主役であるが、出演する演奏家の顔ぶれが豪華すぎて、そちらが実質主役のようになっている。ストコフスキーは劇中でチャイコフスキーの交響曲第5番第2楽章を指揮。他にワルター、ライナー、ハイフェッツなどが出演。
また、いくつかのアニメ映画にいくらか茶化されたキャラクターで登場している（ちなみに「ファンタジア」では、アニメでなく本人がシルエットで出演）。

## ストコフスキーと日本
戦前の日本においては、ストコフスキーは人気指揮者の一人であった。当時日本で発売されていたストコフスキーのレコードが、「カルメン」など日本で通俗的な存在の曲目が多く、演奏家より曲目でレコードを買う傾向が強かったとされる戦前のレコード愛好家にとってはストコフスキーのレコードは「外れが少ない」レコードであった。また、近衛秀麿とも親しかった。
そのストコフスキーが日本の地を踏んだのは、1965年7月のことであった。日本フィルハーモニー交響楽団と、当時日フィルを支援していたフジテレビ系の外郭団体が招聘元であり、東京文化会館と日本武道館でコンサートを開いた。7月13日の武道館公演は、武道館でコンサートが行われた史上初の例となった。
1965年7月8日の公演（東京文化会館）
- バッハ：パッサカリアとフーガ ハ短調
- アイヴズ：「答えのない質問」
- 柴田南雄：「シンフォニア」
- チャイコフスキー：交響曲第4番

1965年7月13日の公演（日本武道館）
- バッハ：トッカータとフーガ ニ短調（ストコフスキー編）
- ベートーヴェン：交響曲第5番
- カウエル：琴と管弦楽のための協奏曲
- ストラヴィンスキー：「ペトルーシュカ」
- スーザ：「星条旗よ永遠なれ」（アンコール）

この公演では、ストコフスキーは弦楽器群のチェロとコントラバスと管楽器群の位置を変えるなど、独特の楽器配置を行ったりした。また、「星条旗よ永遠なれ」の演奏では、警視庁音楽隊や在京各学校の鼓笛隊などから人員を集め、ピッコロ26、トランペット10、トロンボーン12を以って金管部分を大補強した。
一方で、武道館の公演では正力松太郎の横槍でなかなか公演許可が下りないなど苦労もあったが、一番大きな事件は読売日本交響楽団との二重契約騒動であった。これは、結果的には招聘元の外郭団体がストコフスキー招聘の成功直後に活動を停止してしまったことと、ストコフスキーがマネージャーを持たなかったことに原因があった。契約条項に「フリーの日は日フィルから干渉できない」云々という一文があったため、日フィル側は「見て見ぬふり」で読響との公演を黙認したが、結果的に認められたのは7月10日の読響公演のうちベートーヴェンの交響曲第7番の指揮のみであり（他の曲は飯守泰次郎の指揮）、他に企画されていた公演は契約条項や滞在許可の兼ね合いもあり、中止となった。
ニューヨーク時代に直接師事した日本人に、山形でのオーケストラ文化の先駆者、村川千秋、女性指揮者の久山恵子がいる。
なお、日本への招聘のためにニューヨークの自宅に赴いて面談した指揮者の渡邊暁雄に、最初に発した言葉は「近衞は元気か?」だったとされる。
アメリカ交響楽団に最初に入団した日本人ファゴット奏者の中川良平に、最初のリハーサルで"You are splendid!"（君は素晴らしい！）と叫んで駆け寄ったが、まだ英語が堪能でなかった中川が聴き取れず、"You are fired!"（お前はクビだ！）と入団早々に宣告されたと勘違いし、震え上がったというエピソードもある。
高齢となってイギリスに帰国する直前、アメリカ交響楽団での後継を探していた時に、秋山和慶の演奏を聴いて感銘を受け、楽屋を訪れて自らトロントとの兼任を要請した。

## 評価
指揮者・ピアニストのバレンボイムは、ストコフスキーについて「偉大なるショーマンであったことは疑いがないが、彼はまた、オーケストラに関してきわめて詳細な技術上の知識を持っていて、サウンドや音色に関する彼のこだわりは、単なるショーマンシップというようなものではなかった。彼をサウンド操作の名手と呼ぶこともできるかもしれない」と評した。